# Polyrhachis alphea
Polyrhachis alphea é uma espécie de formiga do gênero Polyrhachis, pertencente à subfamília Formicinae.